# Uleanivka (Mîkolaiivka), Berezivka
Uleanivka (în ucraineană Ульянівка) este un sat în comuna Mîkolaiivka din raionul Berezivka, regiunea Odesa, Ucraina.

## Demografie
Componența lingvistică a localității Uleanovka
     Ucraineană (94,78%)
     Rusă (3,54%)
     Română (1,35%)
     Alte limbi (0,17%)
Conform recensământului din 2001, majoritatea populației localității Uleanovka era vorbitoare de ucraineană (94,78%), existând în minoritate și vorbitori de rusă (3,54%) și română (1,35%).